# Julius C. Turner

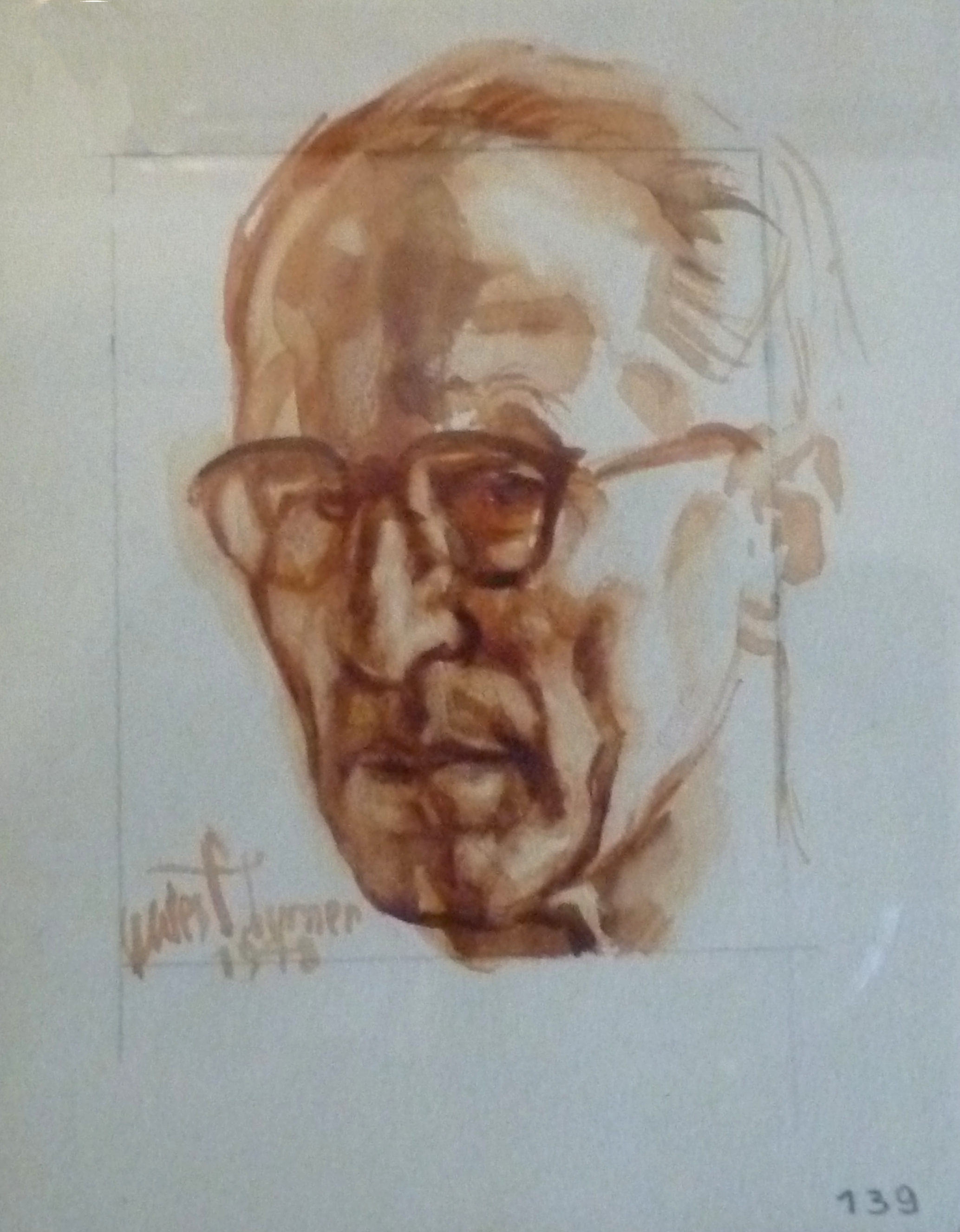
Selbstporträt (1948)

Radierung des Straßenrollers von Johann Culemeyer

Julius C. Turner, geboren als Julius Cohn oder Julius Collen (* 19. August 1881 in Schivelbein; † 28. November 1948 in Ostende), war ein deutscher Graphiker und Radierer sowie Gymnastiklehrer.

## Leben
Sein Vater Abraham war Buchdrucker und starb früh, seine Mutter war Lehrerin und wurde 1942 im Holocaust ermordet. Er wuchs in Berlin auf und betätigte sich in als Lehrer im Fechten und Turnen an der Kadettenanstalt in Groß-Lichterfelde bei Berlin. Nach einer Verletzung studierte er an der Hochschule für bildende Künste in Berlin-Charlottenburg bei Erich Hancke, Woldemar Friedrich und Hans Meyer. Im Ersten Weltkrieg war er Soldat und vermutlich auch Kriegszeichner. Seine bevorzugte Technik war die Radierung, aber auch Federzeichnungen lagen ihm. Die Sujets näherten sich technischen Themen. Neben Bildern von der AEG-Großmaschinenhalle entstanden viele Porträts von Künstlern und bekannten Persönlichkeiten. Typisch für ihn sind die mächtigen Maschinen und die – wenn überhaupt – nur klein dargestellten Menschen. Auftraggeber waren die Kupfer- und Drahtwerke Osnabrück sowie die Stahlbaufirma C.H. Jucho in Dortmund. Auch Hamburger Hafenszenen, Hochbahnen, Dieselmotoren zählten zu den bestellten Motiven. Weitere Motive waren das Großkraftwerk Rummelsburg, der Flughafen Tempelhof, Flugzeuge von Junkers und Dornier, eine Schallplattenfabrik in Berlin und ein Hüttenwerk. Zwischen 1933 und 1935 gab es eine intensive Zusammenarbeit zwischen Turner und dem Ingenieur Johann Culemeyer, der für die Reichsbahn den später nach ihm benannten Straßenroller für Eisenbahnzüge entwickelte.
Offensichtlich verließ Turner wegen seiner jüdischen Herkunft und seiner sozialistischen Ansichten im Oktober 1936 Deutschland und zog nach Ostende. 1940 wurde aus dem von der deutschen Wehrmacht besetzten Belgien nach Südfrankreich in die Internierungslager St. Cyprien bei Perpignan und Gurs in den Pyrenäen abgeschoben. 1943 wurde er entlassen und kehrte 1946 nach Belgien zurück.
Er war zweimal verheiratet und hatte einen Sohn. Seine erste Frau wurde 1942 in Riga ermordet.